# Металлург (баскетбольный клуб, Магнитогорск)
«Металлург» — российский баскетбольный клуб из Магнитогорска. Выступает в Суперлиге.

## История
В 1989 на базе студенческой команды Магнитогорского государственного технического университета (МГТУ) был создан профессиональный баскетбольный клуб и получил название «Квант». Долгое время команда играла в низших лигах отечественного баскетбола. В 1998 заняв 3-е место в Суперлиге Б, получило право играть в Суперлиге А, проиграв один сезон, снова вернулась в Суперлигу Б, откуда через год снова вернулась в элиту российского баскетбола. Но снова неудачный сезон и вылет во второй по значимости турнир в России, где выступал до сезона 2011/12.
С начала 2011 года Металлургический комбинат отказался от спонсорства клуба, что привело к возникновению задолженности по зарплате. В команде начались внутренние противоречия — баскетболисты основной команды распространили среди медийного сообщества открытое письмо, где игроки выдвигают требования об отставке главного тренера Романа Кабирова, в противном случае они намерены искать себе новое место работы. Основной упор в письме сделан на личные качества Кабирова: в поражениях всегда виноваты исключительно баскетболисты, позволяет себе оскорбления в адрес подопечных прямо во время игр.
В новый игровой год 2011/12 команда входила практически в полностью обновленном составе. Из прошлогоднего года в клубе остались лишь два игрока — форвард Сергей Дубинин и разыгрывающий Алексей Осокин. Команда успела начать подготовку к сезону и даже в начале сентября сыграла несколько товарищеских матчей на ежегодном турнире памяти К. А. Матвийчука, проходящем в Магнитогорске.
Но поиски мэрией города нового спонсора увенчались провалом. Было принято решение о снятии команды с розыгрыша Суперлиги.

### Чемпионат и Кубок России
| Сезон | Лига          | Место | Кубок       | Примечания               |
| ----- | ------------- | ----- | ----------- | ------------------------ |
| 1996  | Первая лига   | 5     |             |                          |
| 1997  | Высшая лига   | 18    |             |                          |
| 1998  | Высшая лига   | 3     |             | Вышел в Суперлигу        |
| 1999  | Суперлига     | 16    |             |                          |
| 2000  | Суперлига     | 10    |             |                          |
| 2001  | Суперлига «А» | 10    |             | Вылетел из Суперлиги «А» |
| 2002  | Суперлига «Б» | 4     |             |                          |
| 2003  | Суперлига «Б» | 2     | 1/32 финала |                          |
| 2004  | Суперлига «Б» | 2     | 1/8 финала  |                          |
| 2005  | Суперлига «Б» | 4     | 1/8 финала  |                          |
| 2006  | Суперлига «Б» | 3     | 1/16 финала |                          |
| 2007  | Суперлига «Б» | 10    | 1/32 финала |                          |
| 2008  | Суперлига «Б» | 1     | 1/16 финала |                          |
| 2009  | Суперлига «Б» | 2     | 1/32 финала |                          |
| 2010  | Суперлига «Б» | 12    | 1/8 финала  |                          |
| 2011  | Суперлига     | 7     | 1/4 финала  |                          |

## Достижения
- Чемпион Суперлиги-2 / Высшей лиги (2007/08, 2021/22, 2023/24)
- Серебряный призер Суперлиги-2 / Высшей лиги (2002/03, 2003/04, 2008/09, 2015/16, 2017/18, 2018/19)
- Бронзовый призер Суперлиги-2 / Высшей лиги (2005/06, 2016/17)